# Trogoderma davidsoni
Trogoderma davidsoni – gatunek chrząszcza z rodziny skórnikowatych i podrodziny Megatominae.
Gatunek ten opisany został w 2006 roku przez Jiříego Hávę i Marcina Kadeja, którzy jako miejsce typowe wskazali Cabo Rojo.
Chrząszcz o ciele długości od 1,5 do 2 mm, ubarwiony brązowo z brązowym i jasnozłotym owłosieniem. Mikropunktowane na dnie dołki na czułki zajmują cały hypomeron. Ciemnobrązowa tarczka drobna, lecz widoczna. Owłosienie pokryw jednolite.
Owad znany z brzegu słonych bagien dominikańskiej prowincji Pedernales.